# Operazione Ten-Go
L'operazione Ten-Go, (in Giapponese Kyūjitai 天號作戰, in Shinjitai 天号作戦), fu l'ultima operazione militare di una certa rilevanza compiuta dalla Marina imperiale giapponese durante la guerra del Pacifico nella seconda guerra mondiale.
Nell'aprile del 1945, la nave da battaglia Yamato, la più grande al mondo, scortata da altre nove navi da guerra giapponesi, lasciò i porti giapponesi con l'intenzione di compiere un attacco suicida contro le forze alleate impegnate nella battaglia di Okinawa. Le navi giapponesi furono attaccate, fermate e quasi completamente distrutte dagli aerei statunitensi imbarcati sulle portaerei prima di raggiungere Okinawa. La Yamato e altre cinque navi da guerra giapponesi furono affondate.
La battaglia dimostrò la superiorità degli Stati Uniti nel teatro dell'oceano Pacifico nelle fasi finali della guerra e la vulnerabilità delle unità di superficie senza copertura contro gli attacchi aerei. La battaglia inoltre dimostrò la volontà dei comandi giapponesi di sacrificare un gran numero di soldati nel disperato tentativo di rallentare l'avanzata alleata verso l'arcipelago giapponese.

## Situazione strategica

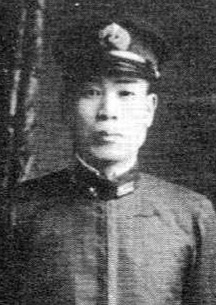
Il comandante dell'incrociatore Yahagi, capitano di vascello Tameichi Hara

All'inizio del 1945, in seguito alla battaglia del Mare delle Filippine e alla battaglia del Golfo di Leyte, la Flotta combinata della Marina imperiale giapponese era ridotta a una manciata di navi da guerra pienamente operative e pochi aerei. La maggior parte di queste navi erano confinate nei porti del Giappone, specialmente in quello di Kure, nella prefettura di Hiroshima.
Con l'invasione di Saipan e di Iwo Jima, le forze alleate avevano cominciato la loro campagna contro il territorio giapponese. Come ulteriore passo verso la pianificata invasione dell'arcipelago giapponese, le forze alleate avevano invaso l'isola di Okinawa il 1º aprile 1945. In marzo, in un incontro con l'imperatore Hirohito, i vertici militari giapponesi avevano spiegato che in risposta alla prevista invasione di Okinawa l'esercito giapponese stava pianificando massicci attacchi aerei che avrebbero fatto anche uso di kamikaze. L'imperatore rispose: "Ma la Marina? Cosa farà per difendere Okinawa?". In seguito a queste pressioni da parte dell'imperatore, i vertici della Marina giapponese pianificarono un attacco kamikaze da effettuare con il concorso delle unità operative più grandi, fra cui la corazzata Yamato..
Il piano abbozzato sotto la direzione del comandante in capo della Flotta combinata, ammiraglio Soemu Toyoda prevedeva che la Yamato e la sua scorta attaccassero la flotta americana che supportava le truppe sbarcate nella parte ovest dell'isola. La Yamato e la sua scorta dovevano aprirsi la via combattendo e poi arenarsi fra Higashi e Yomitan, per essere poi utilizzate come artiglieria costiera fino alla loro distruzione. Si prevedeva poi che i membri degli equipaggi sopravvissuti abbandonassero le navi distrutte e combattessero le forze terrestri americane sull'isola. Non era possibile dare quasi alcun supporto aereo alle navi, che sarebbero state lasciate senza alcun aiuto contro gli attacchi aerei USA. In preparazione all'esecuzione del piano, le navi assegnate alla missione lasciarono Kure per Tokuyama il 29 marzo. Tuttavia, pur preparando la missione, l'ammiraglio Seiichi Itō, comandante della forza Ten-Go, si rifiutava ancora di ordinare alle sue navi di compierla in quanto riteneva il piano vano e rovinoso.
Altri comandanti della Marina giapponese osteggiavano l'operazione, credendo che si trattasse di uno spreco di uomini e carburante. Il comandante Atsushi Ōi, che comandava le flotte di scorta, era critico nei confronti della missione in quanto distoglieva forze dalle sue operazioni. Quando gli fu fatto osservare che il fine dell'operazione era "la tradizione e la gloria della Marina", egli esclamò:
«Questa guerra è la guerra di tutta la nazione; perché l'onore della nostra "flotta di superficie" dovrebbe avere la precedenza? Che importa della sua gloria? Idioti!».
Il viceammiraglio Ryūnosuke Kusaka volò da Tokyo a Tokuyama il 5 aprile nel tentativo di convincere i comandanti riuniti della Flotta Combinata, incluso l'ammiraglio Itō, ad accettare il piano. Esaminando il piano per la prima volta (esso era rimasto segreto alla maggior parte di loro), i comandanti della Flotta combinata si trovarono unanimemente d'accordo con l'ammiraglio Itō nel rigettarlo. L'ammiraglio Kusaka spiegò allora che l'attacco compiuto dalle unità della Marina giapponese avrebbe distolto gli aerei statunitensi dalla difesa delle unità americane. Questo avrebbe permesso agli aerei giapponesi di attaccarle con maggiore facilità. Aggiunse inoltre che i leader nazionali giapponesi, l'imperatore incluso, si aspettavano che la Marina facesse del suo meglio per supportare la difesa di Okinawa.
Udendo ciò, i comandanti della Flotta combinata si placarono e accettarono il piano. Esso fu illustrato agli equipaggi e fu data loro la possibilità di non partecipare alla missione, ma nessuno se ne avvalse. Tuttavia furono sbarcate le nuove reclute e i malati. Gli equipaggi si esercitarono intensamente per preparare la missione per il resto della giornata, curando soprattutto le procedure per la riparazione dei danni. A mezzanotte le navi furono rifornite di carburante. Era stato ordinato di dare alle navi il combustibile appena sufficiente per raggiungere Okinawa, ma si suppone che il personale di terra di Tokuyama rifornì la Yamato e le altre navi di quasi tutto il carburante disponibile nel porto, sebbene questo non fosse probabilmente sufficiente a permettere alla flotta di ritornare in Giappone da Okinawa.

## La battaglia

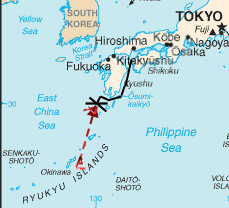
La via seguita dalle unità giapponesi (linea nera) e dagli aerei americani lanciati dalle portaerei (linea rossa tratteggiata) verso la zona della battaglia

Il 6 aprile alle 16:00, la Yamato con l'ammiraglio Itō a bordo, l'Incrociatore leggero Yahagi e otto cacciatorpediniere salparono da Tokuyama. Due  sommergibili americani, l'USS Threadfin e l'USS Hackleback, avvistarono la forza giapponese mentre procedeva verso sud attraverso Bungo Suido, ma non poterono attaccarla. Tuttavia comunicarono alla flotta statunitense la sortita giapponese.
All'alba del 7 aprile, la forza giapponese doppiò la penisola Ōsumi e si inoltrò nell'oceano aperto a sud di Kyūshū verso Okinawa. Essa si dispose in formazione di difesa con lo Yahagi che precedeva la Yamato e gli otto cacciatorpediniere disposti ad anello attorno alle due unità maggiori a una distanza di 1 500 metri l'uno dall'altro. La formazione precedeva a 20 nodi. Uno dei cacciatorpediniere giapponesi, l'Asashimo, lamentò problemi ai motori e tornò indietro; non sarebbe stato un rientro fortunato. Gli aerei ricognitori americani avvistarono la forza giapponese e cominciarono a tenerla sotto controllo. Alle 10.00, essa virò a ovest facendo finta di ritirarsi, ma alle 11:30, dopo essere stata scoperta da due idrovolanti Consolidated PBY Catalina (contro cui la Yamato sparò una salva con i suoi cannoni da 460 mm usando speciali proiettili antiaerei (detti san-shiki shōsan dan), si diresse nuovamente verso Okinawa.
Dopo avere ricevuto rapporti circa i movimenti giapponesi nella prima mattinata del 7 aprile, il comandante della Quinta flotta ammiraglio Raymond Spruance ordinò alla squadra di supporto al comando dell'ammiraglio Morton Deyo, composta dalle vecchie corazzate sopravvissute all'attacco di Pearl Harbor, di intercettare e distruggere la forza giapponese. Deyo fece rotta per eseguire gli ordini, ma il viceammiraglio Marc Mitscher lo anticipò lanciando dalle portaerei della Task Force 58 al suo comando un attacco aereo senza alcun ordine da parte di Spruance.

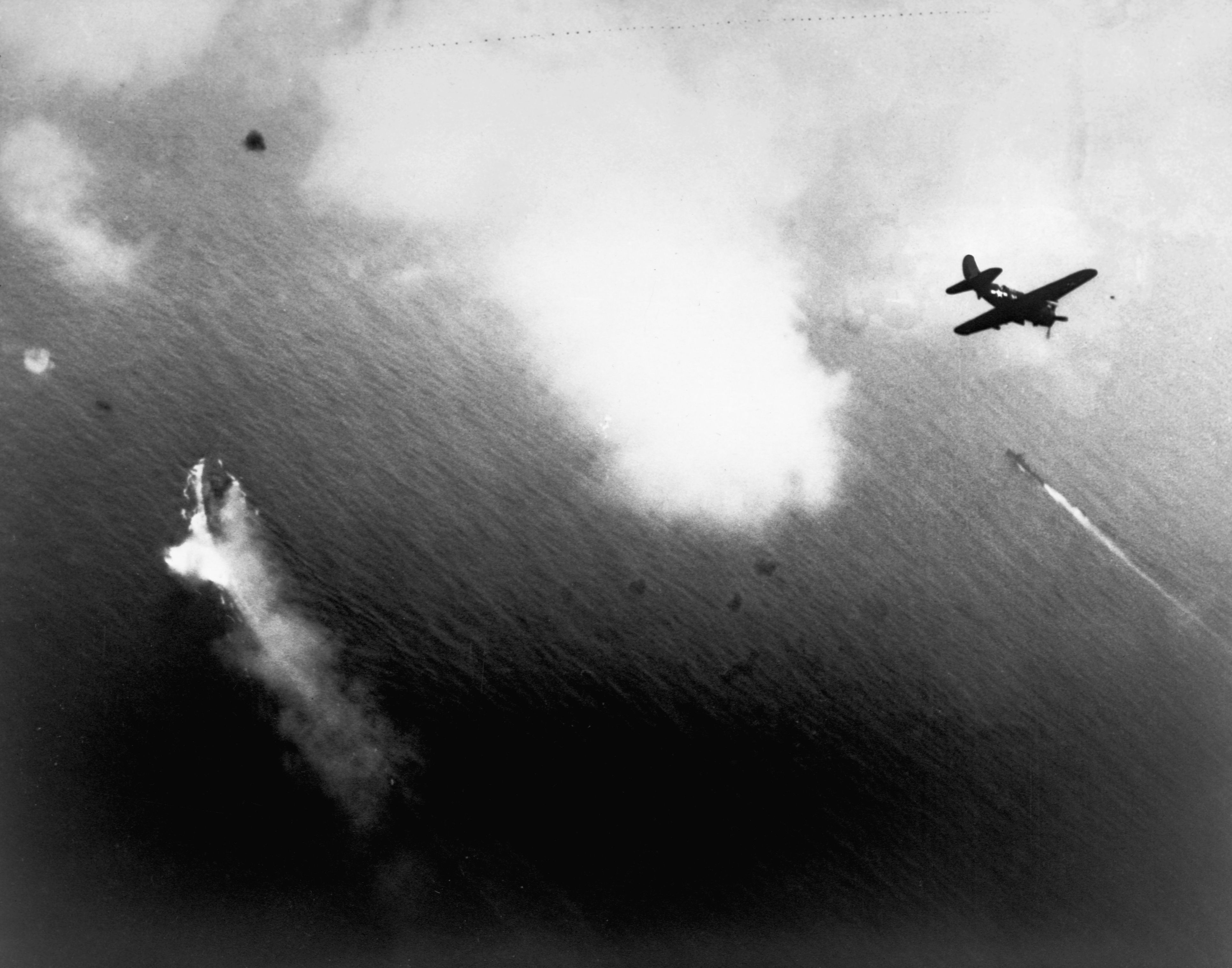
Gli aerei americani, come questo Curtiss Helldiver, cominciano ad attaccare la Yamato (in centro a sinistra). In centro a destra un cacciatorpediniere giapponese.

Intorno alle 10:00 del 7 aprile, i Tasks Groups 58.1 e 58.3 cominciarono a lanciare quasi 400 aerei in parecchie ondate da otto portaerei (TG 58.1: Hornet, Bennington, Belleau Wood, San Jacinto; TG 58.3 Essex, Bunker Hill, Hancock e Bataan) che erano posizionate a est di Okinawa. Gli aerei erano soprattutto caccia F6F Hellcat e F4U Corsair, bombardieri SB2C Helldiver e aerosiluranti TBF Avenger. Una forza di sei corazzate (Massachusetts, Indiana, New Jersey, South Dakota, Wisconsin e Missouri) supportata da incrociatori (fra cui i pesanti Alaska e Guam da 30 000 t con cannoni da 305mm) e cacciatorpediniere fu riunita, pronta a intervenire nel caso in cui gli attacchi aerei non avessero avuto successo.
Poiché la forza giapponese non aveva copertura aerea, gli aeroplani statunitensi potevano portare i loro attacchi senza alcun timore di essere attaccati dalla caccia giapponese. Gli aerei americani che arrivavano sopra il gruppo della Yamato dopo due ore di volo da Okinawa potevano girare in circolo sulla formazione giapponese appena fuori dalla portata delle sue batterie antiaeree, preparando metodicamente gli attacchi alle navi da guerra sotto di loro.
La prima ondata di aerei ingaggiò le navi giapponesi a partire dalle 12:30. Le navi giapponesi aumentarono la loro velocità a 25 nodi (46 km/h), iniziarono manovre evasive e aprirono il fuoco con le loro batterie antiaeree. La Yamato poteva contare su quasi 150 bocche da fuoco antiaeree, inclusi i suoi potenti cannoni da 460 mm che potevano sparare speciali proiettili antiaerei. Gli aerei americani che portavano siluri attaccavano principalmente da sinistra in quanto, se tutti i siluri avessero raggiunto il bersaglio da quel lato, ciò avrebbe aumentato la probabilità che la nave colpita si capovolgesse.

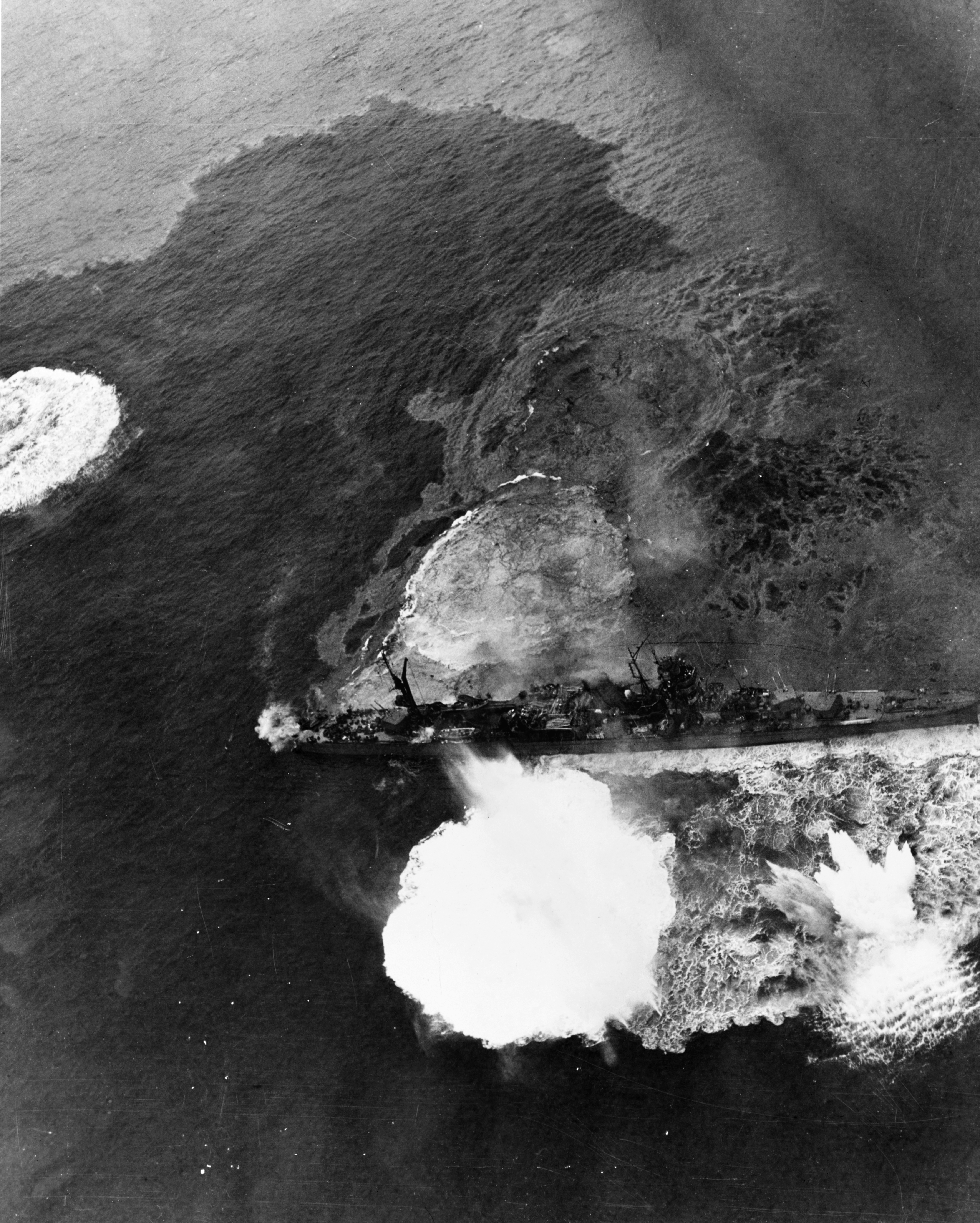
L'incrociatore leggero Yahagi sotto intenso attacco

Alle 12:46, un siluro colpì direttamente la sala macchine dello Yahagi, uccidendo l'intero equipaggio di questo reparto e arrestando completamente la nave. Lo Yahagi fu poi colpito da almeno altri sei siluri e da 12 bombe. Il cacciatorpediniere Isokaze cercò di accorrere in aiuto dello Yahagi, ma fu a sua volta attaccato e danneggiato severamente; più tardi affondò. Lo Yahagi si rovesciò e affondò alle 14:05.
Durante la prima ondata di attacchi, nonostante le manovre evasive a causa delle quali la maggior parte delle bombe e dei siluri non andò a segno, la Yamato fu colpita da due bombe perforanti e da un siluro. La sua velocità non ne risentì, ma una delle bombe causò un incendio nella parte poppiera della nave che non fu possibile spegnere. Inoltre durante questa prima ondata i cacciatorpediniere Hamakaze e Suzutsuki furono seriamente danneggiate e si ritirarono dalla battaglia. In seguito lo Hamakaze affondò.

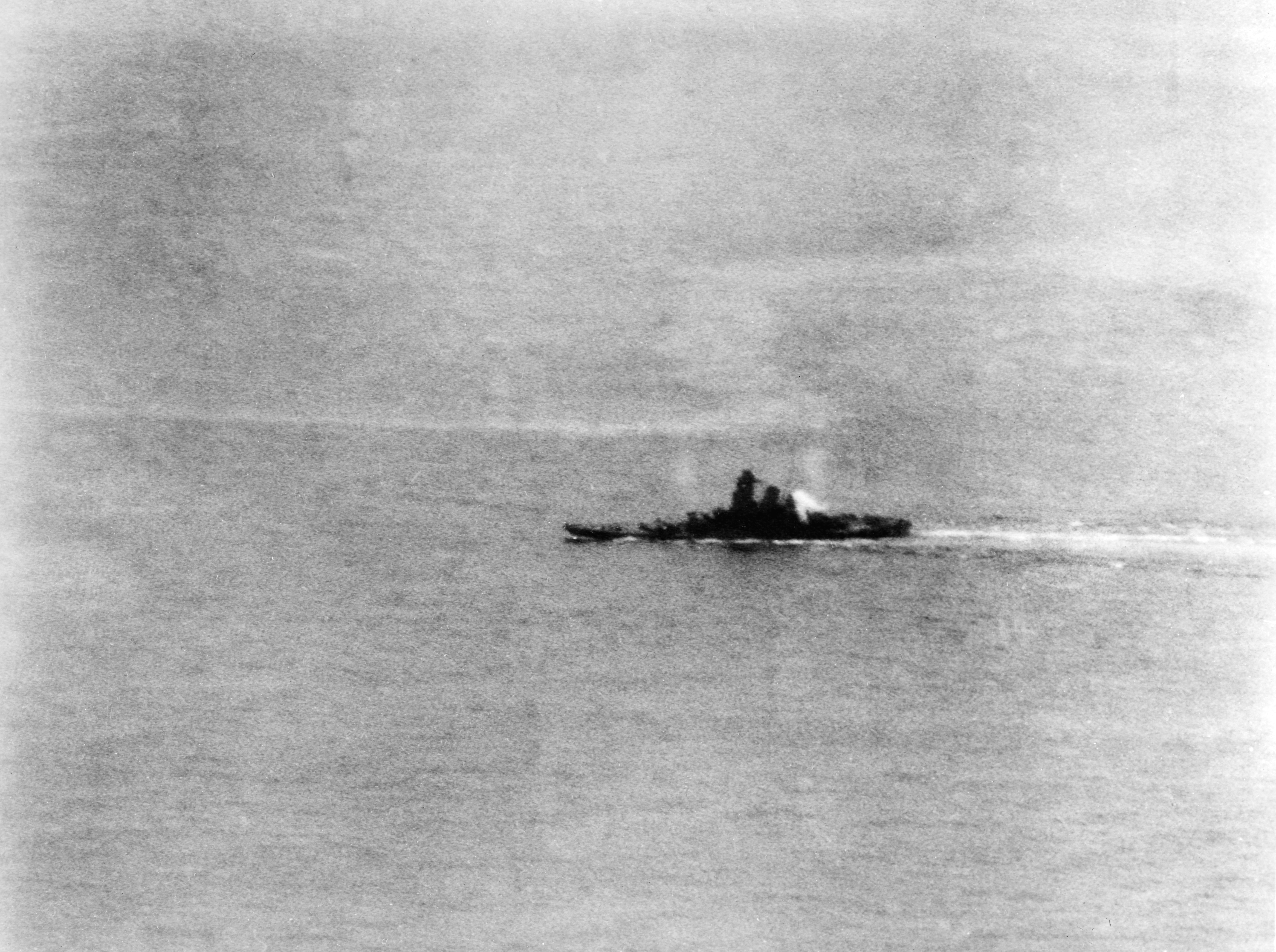
La Yamato sbanda a sinistra

Tra le 13:20 e le 14:15 la seconda e la terza ondata di aerei americani attaccarono la formazione giapponese, concentrandosi sulla Yamato, che fu colpita da almeno otto siluri e 15 bombe. Le bombe danneggiarono gravemente l'opera morta della nave, fra l'altro mettendo fuori uso il sistema di puntamento e costringendo a dirigere il fuoco antiaereo manualmente e individualmente, riducendone di molto l'efficacia. I siluri andati a segno, quasi tutti diretti a babordo, causarono lo sbandamento della nave, che rischiava di rovesciarsi. La stazione di controllo danni era stata danneggiata da una bomba e quindi non fu possibile controallagare gli appositi spazi dentro lo scafo della nave per contrastare lo sbandamento. Alle 13:33, nel disperato tentativo di evitare il rovesciamento, la squadra di controllo danni della Yamato controallagò i locali macchine di dritta e i locali caldaie. Questo evitò per il momento il rovesciamento, ma causò la morte per affogamento delle centinaia di uomini che operavano in tali stazioni, a cui non fu dato nessun avviso che i loro compartimenti stavano per essere allagati. Inoltre la perdita dei motori di dritta e il peso dell'acqua imbarcata rallentarono la velocità della Yamato a 10 nodi.
Avanzando più lentamente, la Yamato diventò un bersaglio più facile per gli aerei americani che concentrarono gli attacchi sul timone e sulla parte poppiera in modo da ridurre la sua possibilità di manovrare. Alle 14:02, dopo essere stato informato che la nave fosse diventata ingovernabile e che stesse affondando, l'ammiraglio Itō ordinò all'equipaggio di abbandonare la nave e alle altre navi di annullare la missione e di soccorrere i sopravvissuti. Questo messaggio fu comunicato dalla Yamato alle altre unità mediante bandiere di segnalazione in quanto la radio era fuori uso.

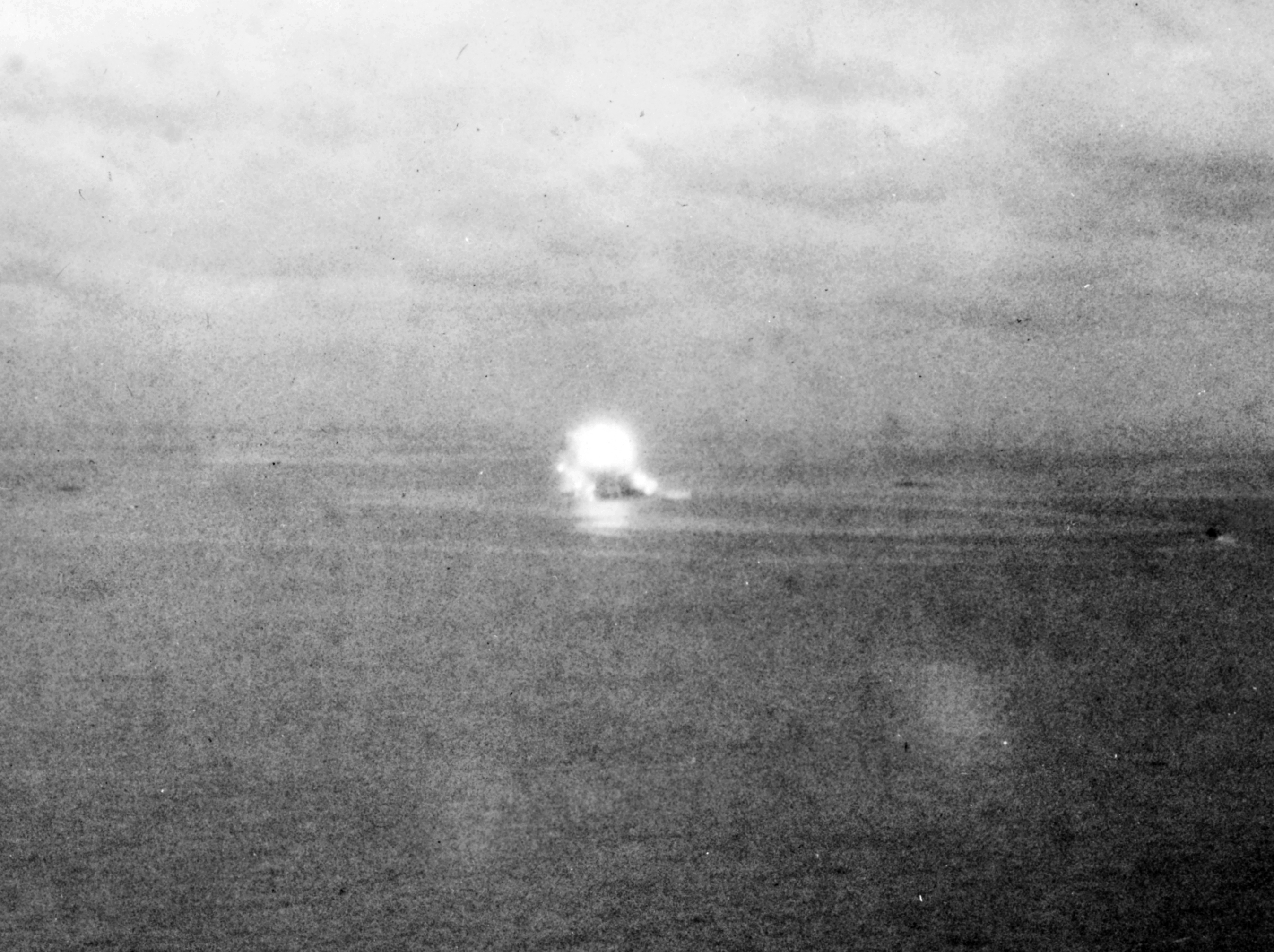
La sola foto conosciuta dell'esplosione della Yamato

Alle 14:05, la Yamato si arrestò completamente e cominciò a rovesciarsi. L'ammiraglio Ito si rifiutò di abbandonare la nave con il resto dei sopravvissuti. Alle 14:20 la Yamato si rovesciò completamente e cominciò ad affondare (30°22′N 128°04′E). Alle 14:23 improvvisamente esplose: l'esplosione fu udita a 200 km di distanza a Kagoshima e la nuvola di fumo si innalzò fino a 6000 metri di altezza. È stato riferito che l'esplosione investì molti aerei americani che volavano nelle vicinanze. Si pensa che l'esplosione sia stata innescata dal fuoco quando esso raggiunse la santabarbara principale della nave.. Mancavano circa 370 miglia a Okinawa. Il relitto giace a circa 300 metri di profondità ed è stato esplorato nel 1985 e nel 1999.
Mentre tentava di ritornare in porto, il cacciatorpediniere giapponese Asashimo fu attaccato e affondato con tutto l'equipaggio da aerei americani. Anche il cacciatorpediniere Kasumi fu affondato dagli attacchi aerei statunitensi durante la battaglia. Invece il Suzutsuki, pur avendo la prua sventrata, riuscì a raggiungere Sasebo manovrando a marcia indietro per l'intero percorso.
I tre rimanenti cacciatorpediniere giapponesi, meno danneggiati (Fuyuzuki, Yukikaze e Hatsushimo), riuscirono a soccorrere 280 sopravvissuti dalla Yamato (il cui equipaggio, a seconda delle fonti, contava fra i 2 750 e i 3 300 uomini), 555 sopravvissuti dello Yahagi (su un equipaggio di 1 000 uomini) e poco più di 800 sopravvissuti dai cacciatorpediniere Isokaze, Hamakaze e Kasumi. Tuttavia fra i 3 700 e i 4 250 marinai giapponesi perirono nella battaglia. Le navi portarono i sopravvissuti a Sasebo.

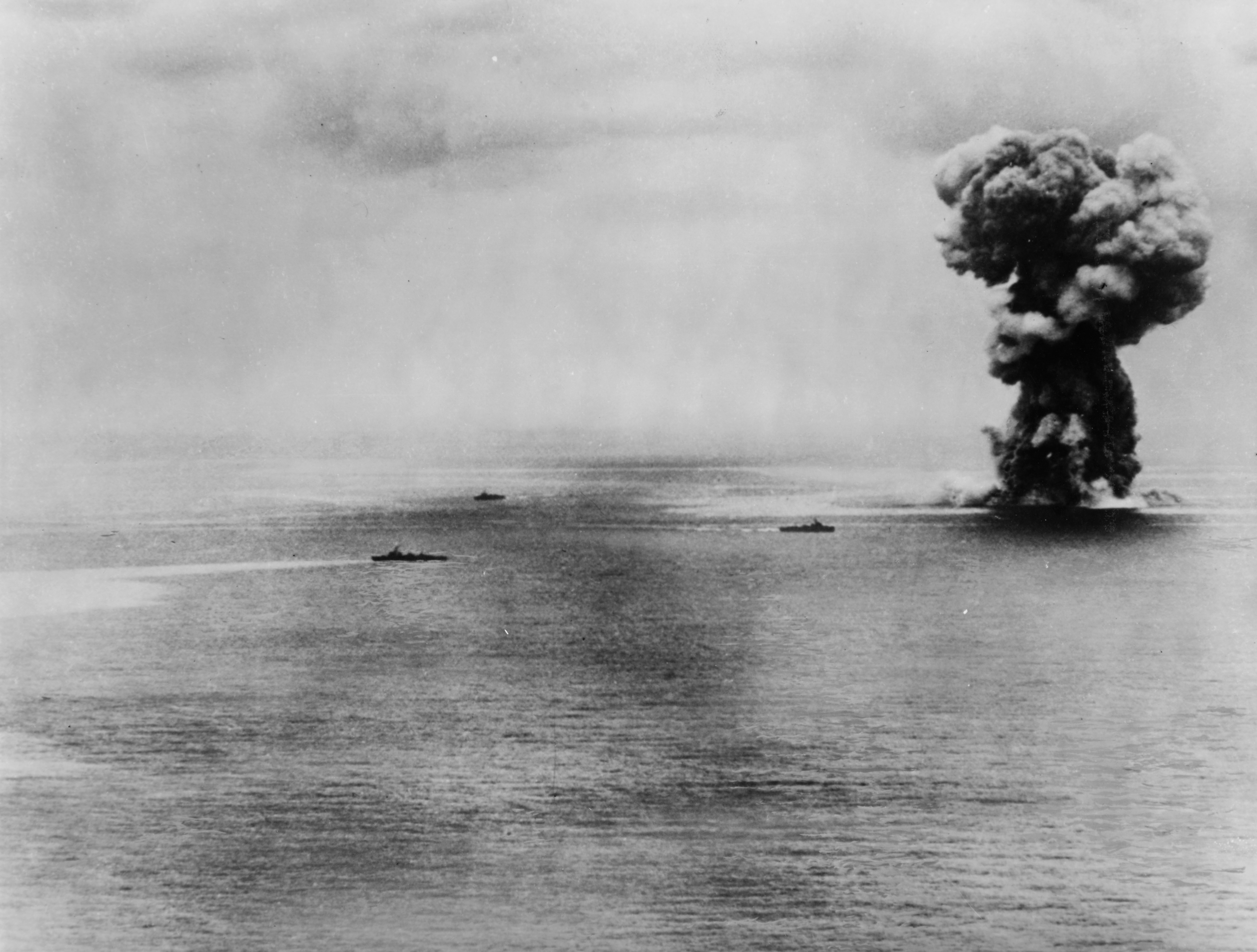
La corazzata Yamato pochi momenti dopo essere esplosa

Dieci aerei statunitensi in tutto furono abbattuti dal fuoco contraereo delle navi giapponesi. Alcuni equipaggi furono salvati da idrovolanti o sottomarini. In totale gli americani persero 12 uomini. Alcuni sopravvissuti giapponesi hanno riferito che gli aerei americani mitragliarono i naufraghi giapponesi mentre erano in acqua. I sopravvissuti giapponesi hanno anche riferito che gli aerei americani sospesero momentaneamente l'attacco mentre i cacciatorpediniere giapponesi raccoglievano i sopravvissuti dall'acqua.
Durante la battaglia, come promesso, l'aviazione giapponese condusse un attacco contro la flotta americana presso Okinawa, ma non riuscì ad affondare nessuna nave. Circa 115 aerei, molti dei quali kamikaze, attaccarono le navi statunitensi durante la giornata del 7 aprile. I kamikaze colpirono la portaerei Hancock, la corazzata Maryland e il cacciatorpediniere Bennett, causando danni moderati alla Hancock e alla Maryland e seri danni al Bennett. Circa 100 aerei giapponesi furono perduti nell'attacco.

## Conseguenze
Ten-Go fu l'ultima operazione navale giapponese di una certa rilevanza del conflitto; le rimanenti navi da guerra giapponesi furono poco coinvolte nelle successive operazioni di combattimento. Il Fuyuzuki, a differenza del Suzutsuki, fu riparato, ma finì su una mina americana sganciata da aerei a Mōji il 20 agosto 1945 per non essere più rimesso in servizio. Il Yukikaze sopravvisse al conflitto quasi integro. Il Hatsushimo finì anch'esso su una mina americana sganciata da aerei il 30 luglio 1945 vicino a Maizuru e fu il 129º e ultimo cacciatorpediniere giapponese affondato durante la guerra.
Okinawa fu dichiarata sicura dalle forze alleate il 21 giugno 1945 dopo una intensa e sanguinosa battaglia. Il Giappone si arrese nell'agosto del 1945 dopo i bombardamenti atomici di Hiroshima e Nagasaki. È stato sostenuto che la decisione del Giappone di sacrificare così tanti soldati in tattiche suicide nell'operazione Ten-Go o nella battaglia di Okinawa fu una delle ragioni che spinsero gli alleati ad usare armi atomiche.
La storia dell'operazione Ten-Go ha costituito spesso un episodio di grande significato per la cultura giapponese popolare che lo ha considerato come un tentativo coraggioso e disinteressato, anche se vano e simbolico, di difendere il Giappone da parte dei marinai che vi parteciparono. Una delle ragioni per cui l'episodio ha un significato così grande nella cultura giapponese è che la parola Yamato è spesso utilizzata come nome poetico del Giappone. Quindi la fine della corazzata Yamato venne vista come una metafora della fine dell'Impero giapponese.